# Liên Hợp
Liên Hợp là một xã thuộc huyện Quỳ Hợp, tỉnh Nghệ An, Việt Nam.
Xã Liên Hợp có diện tích 41,61 km², dân số năm 1999 là 1809 người, mật độ dân số đạt 43 người/km².